# 牛头㹴
斗牛㹴（英語：Bull Terrier），又稱牛頭㹴、布爹利，㹴犬的一种，起源于19世纪的英国，是由当时的牛头犬与梗犬交配得到的品种。其生性好動，會忠實執行指令，但較不知節制與退縮，加上體格較強壯，常被誤會為好鬥、兇惡之犬種，不過只要施以正確的訓練，其能力便能對人帶來很大的幫助。

## 品種概述
鬥牛梗既獨立又固執，因此不適合沒有經驗的狗主人。 鬥牛梗性情平和，服從紀律。 雖然頑固，但鬥牛犬俱樂部將該品種描述為特別適合人類。 2008 年德國的一項研究並未發現鬥牛梗在整體氣質研究中與金毛獵犬有任何顯著的差異。

## 流行文化
日本漫畫《家有賤狗》的主角，就是一隻牛頭㹴。受此漫畫影響，在台灣，也將這種狗稱為賤狗。